# In the Dark
| 전문가 평가      | 전문가 평가 |
| 평가 점수        | 평가 점수   |
| 출처             | 점수        |
| ---------------- | ----------- |
| Allmusic         | [ 1 ]       |
| Robert Christgau | C+          |
| Rolling Stone    | Favorable   |

《In the Dark》는 미국의 록 밴드 그레이트풀 데드의 열두 번째 스튜디오 음반이다. 1987년 1월에 녹음되었고 1987년 7월 6일에 발매되었다.
《In the Dark》는 이 밴드의 6년 만의 첫 음반이자 1980년 《Go to Heaven》 이후 첫 스튜디오 음반이었다. 이 음반은 미국에서 더블 플래티넘 인증을 획득하며 예상 밖의 인기를 얻게 되었다. 그레이트풀 데드의 유일한 톱 10 음반인 빌보드 200 차트에서 6위에 올랐다. 〈Touch of Grey〉는 빌보드 핫 100에서 9위로 정점을 찍었으며, 이는 밴드의 유일한 톱 40 싱글이다.  〈Hell in a Bucket〉과 〈Throwing Stones〉(동영상도 제작됨) 또한 음반 지향의 록 라디오 방송을 크게 달성했다.

## 제작
《In the Dark》는 1987년 1월 6일부터 13일까지 캘리포니아주 샌러펠의 마린 재향군인 기념 강당에서 제리 가르시아와 존 커틀러가 프로듀싱을 맡았다. 대부분의 곡들은 1982년이나 1983년부터 그레이트풀 데드가 연주했고, 이는 그들에게 음반을 위해 그들을 완벽하게 만드는 데 5년의 우위를 주었다. 1년이 채 안 된 곡들이 대부분 포함된 비평가들의 《Go to Heaven》 이후, 《In the Dark》의 성숙도는 훨씬 더 높이 평가받았다.
밴드가 한동안 곡들을 연주해왔기 때문에, 그들은 투어에서 사용하는 것과 같은 조명이 있는 무대 위에 비어있는 어두운 극장(《In the Dark》)에서 음반의 기본 트랙을 녹음하기로 결정했다. 그 생각은 그들이 그 노래들에 대해 가지고 있는 "느낌"을 마치 그들이 살아있는 청중들에게 들려주는 것처럼 포착하는 것이었다.
드러머 빌 크로이츠만은 "우리는 지하실, 격리실에서 모든 전기 악기를 앰프를 통해 가동했고 무대 위에서 드럼을 밝고 크게 유지했습니다. 모든 것은 행사장 밖에 주차된 녹음 트럭에 공급되었습니다. 모두가 함께 실시간으로 각자의 역할을 수행했습니다. 우리가 휴식을 취할 때, 우리는 무대 문 옆에 있는 날개로 가서 앉아서 우리가 방금 한 일에 대해 이야기하곤 했습니다. 음악에 대해 이야기하고, 그 다음에 바로 음악을 연주하러 가고, 그 다음에 그것에 대해 좀 더 이야기하는 것은 우리가 더 자주 했어야 했던 것이었습니다. 분석은 노래에 제공되었고, 동료애는 밴드에 제공되었습니다. 그것은 정말로 우리를 좋은 위치에 놓이게 했습니다."
그리고 나서 그들은 이 녹음된 트랙들을 스튜디오로 가져왔고, 필요하다면 그것들을 "청소"하고, 그것들을 오버더빙하거나, 무대 녹음에서 사용했던 것과 같은 리프를 사용하여 스튜디오에서 기타, 보컬, 키보드 또는 드럼 트랙을 다시 만들었다.

## 커버 아트
이 음반의 커버 아트는 랜디 투텐이 디자인했다. 그 글자는 눈의 모양을 형성한다. 편지 속에는 밴드 멤버들의 눈 사진이 들어 있다. 오리지널 LP에서는 사진이 오른쪽을 위로 향했지만 1987년 음반이 CD로 발매되었을 때는 사진이 거꾸로 되어 있었다. 비록 밴드는 추가적인 눈은 루홀라 호메이니의 것이라고 농담했지만, 사실 그것은 그들의 오랜 프로모터인 빌 그레이엄의 것이었다.

## 곡 목록
| #  | 제목                         | 작사·작곡                                | 리드 보컬 | 재생 시간 |
| -- | ---------------------------- | ---------------------------------------- | --------- | --------- |
| 1. | 〈Touch of Grey〉            | 제리 가르시아, 로버트 헌터               | 가르시아  | 5:47      |
| 2. | 〈Hell in a Bucket〉         | 존 페리 발로, 밥 위어, 브렌트 마일드랜드 | 위어      | 5:35      |
| 3. | 〈When Push Comes to Shove〉 | 가르시아, 헌터                           | 가르시아  | 4:05      |
| 4. | 〈West L.A. Fadeaway〉       | 가르시아, 헌터                           | 가르시아  | 6:39      |

| #  | 제목                  | 작사·작곡      | 리드 보컬  | 재생 시간 |
| -- | --------------------- | -------------- | ---------- | --------- |
| 5. | 〈Tons of Steel〉     | 마일드랜드     | 마일드랜드 | 5:15      |
| 6. | 〈Throwing Stones〉   | 발로, 위어     | 위어       | 7:18      |
| 7. | 〈Black Muddy River〉 | 가르시아, 헌터 | 가르시아   | 5:58      |

## 인증
| 국가                       | 인증        | 판매량/출하량 |
| -------------------------- | ----------- | ------------- |
| 캐나다 (뮤직 캐나다)       | 플래티넘    | 100,000^      |
| 미국 (RIAA)                | 2× 플래티넘 | 2,000,000^    |
| ^출하량을 기반으로 한 인증 |             |               |